# غونتر بيك فون ماناغيتا
غونتر بيك فون ماناغيتا (1856-1931) (بالإنجليزية: Günther Beck von Mannagetta)‏ هو عالم نبات نمساوي.